# Chorzęcin
Chorzęcin – wieś w Polsce, położona w województwie łódzkim, w powiecie tomaszowskim, w gminie Tomaszów Mazowiecki.
W latach 1975–1998 miejscowość administracyjnie należała do województwa piotrkowskiego.
Chorzęcin jest włączony do siatki połączeń Miejskiego Zakładu Komunikacyjnego w Tomaszowie Mazowieckim. Do wsi kursują dwie linie.
W 2019 roku chorzęcińska Ochotnicza Straż Pożarna obchodziła 100-lecie istnienia.

## Galeria

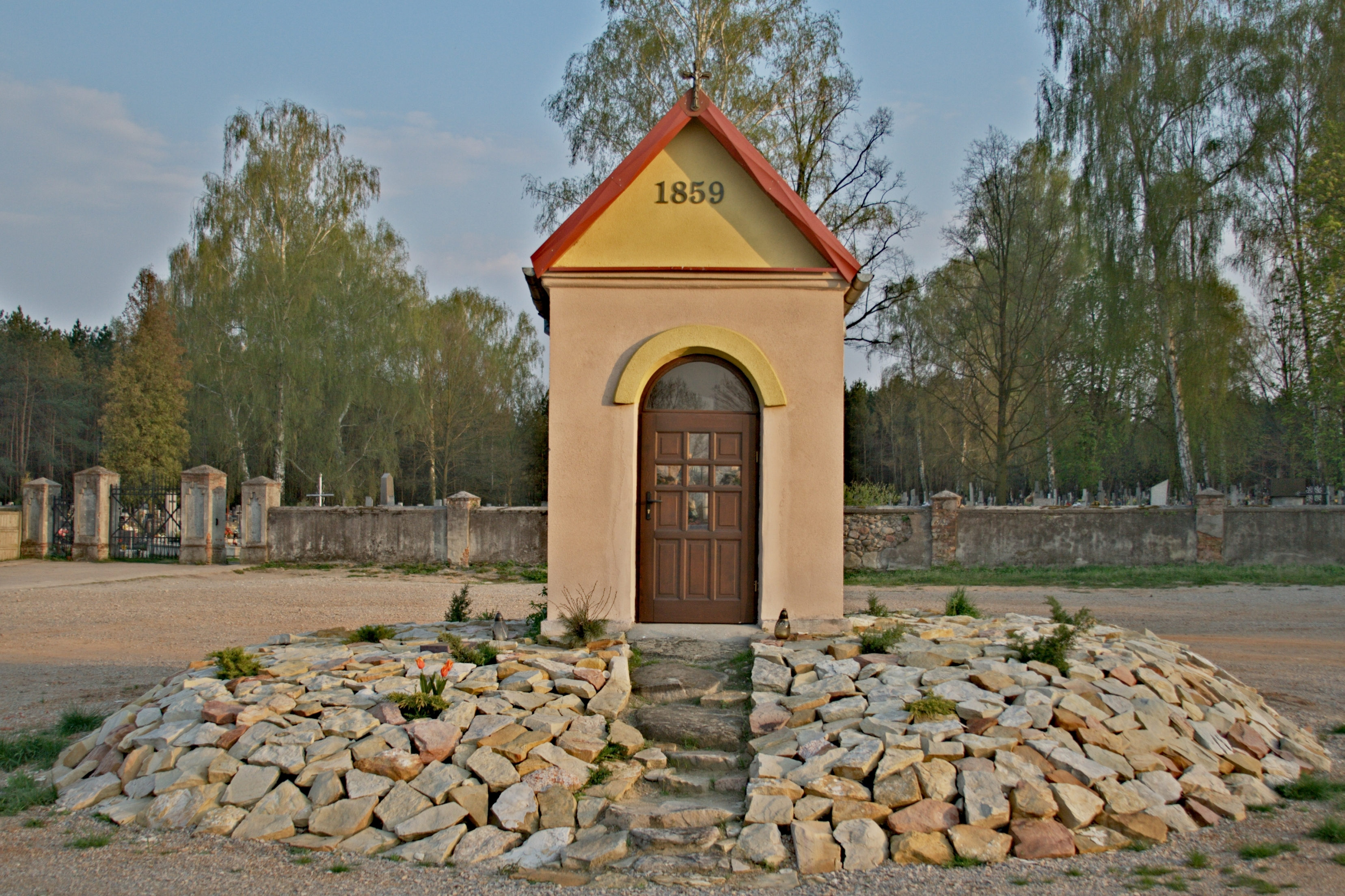
Kapliczka z 1859 roku
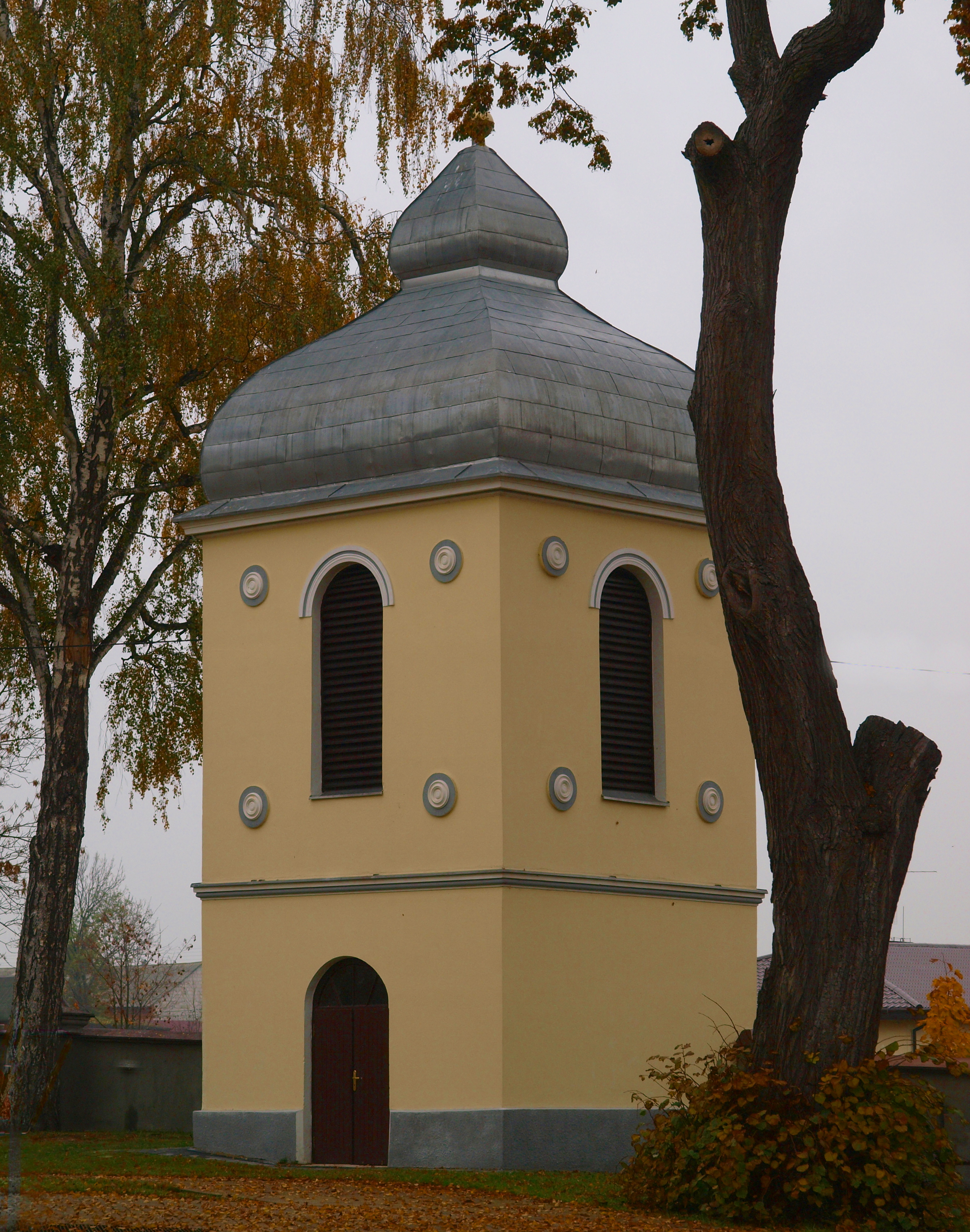
Dzwonnica przy kościele
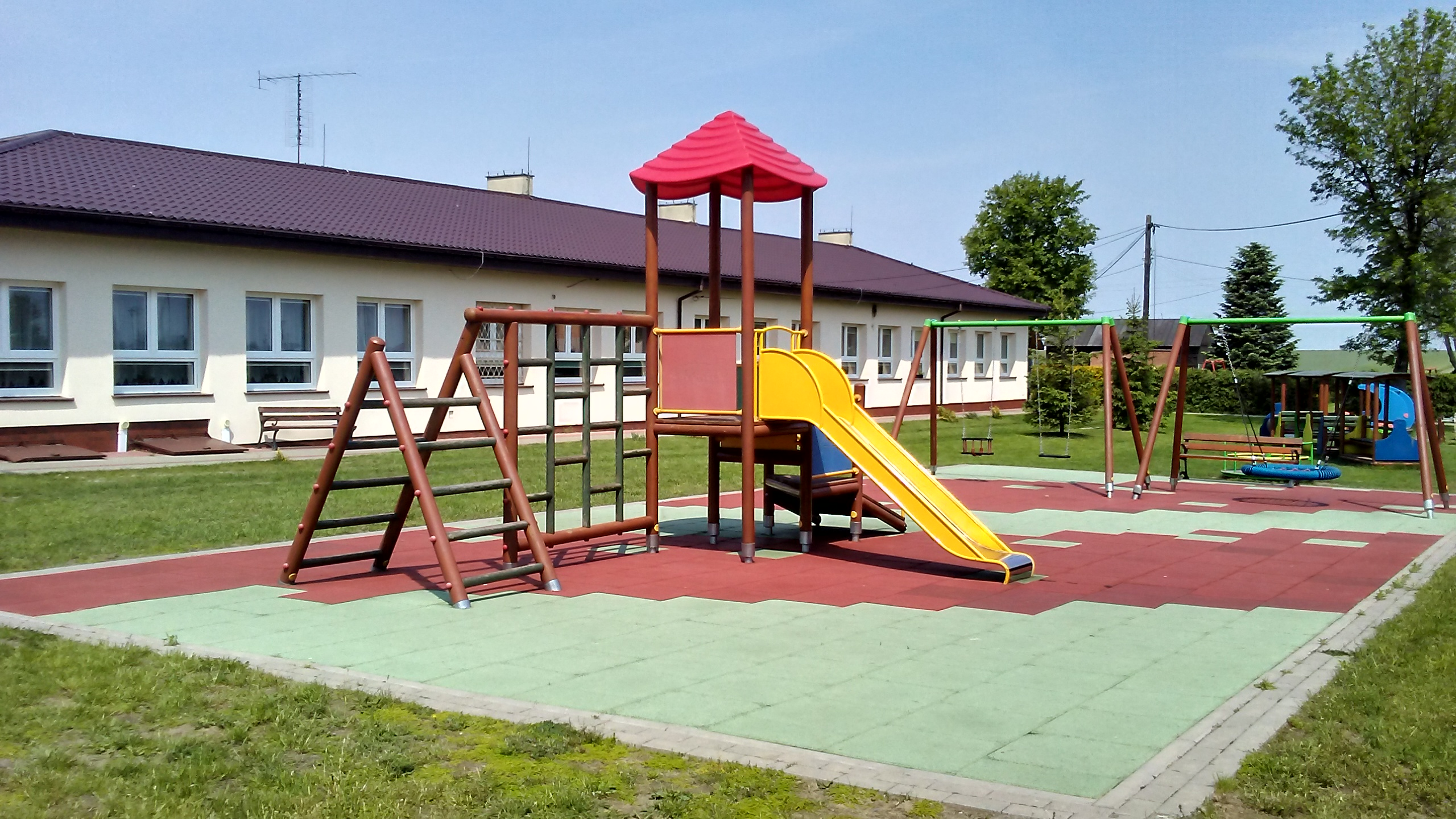
Przedszkole w Chorzęcinie (2019)
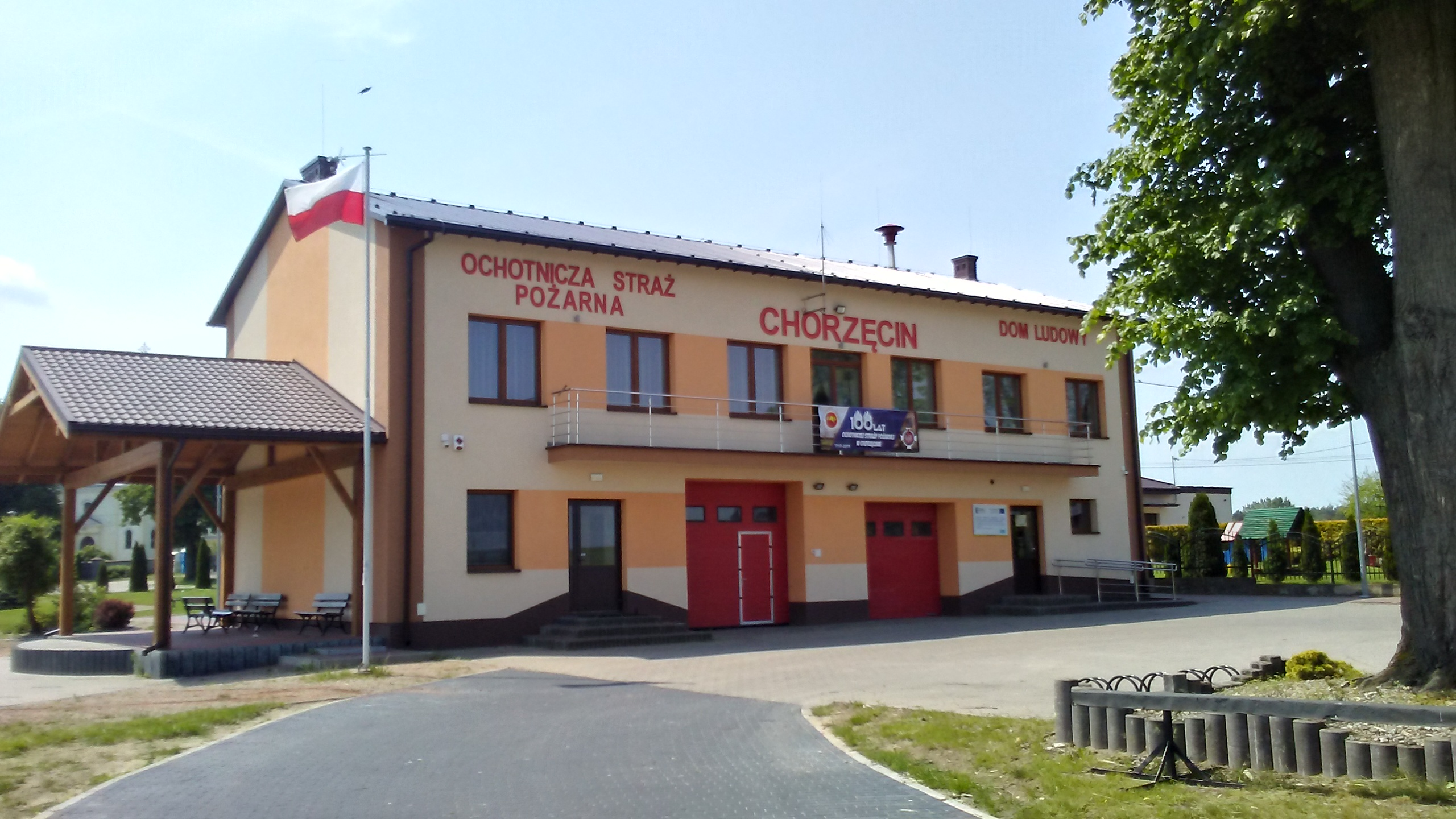
Straż pożarna i centrum kultury (2019)
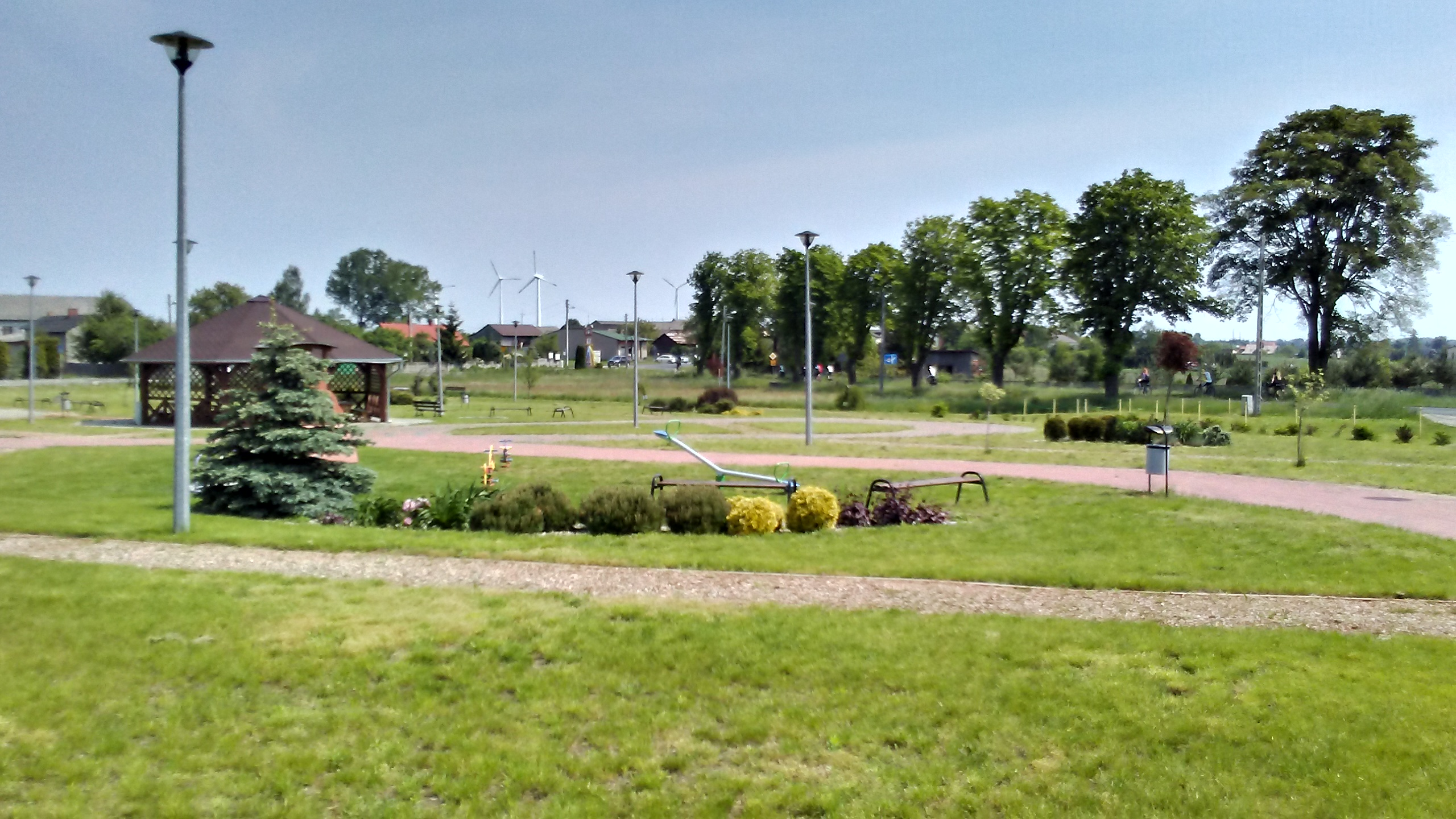
Park we wsi (2019)
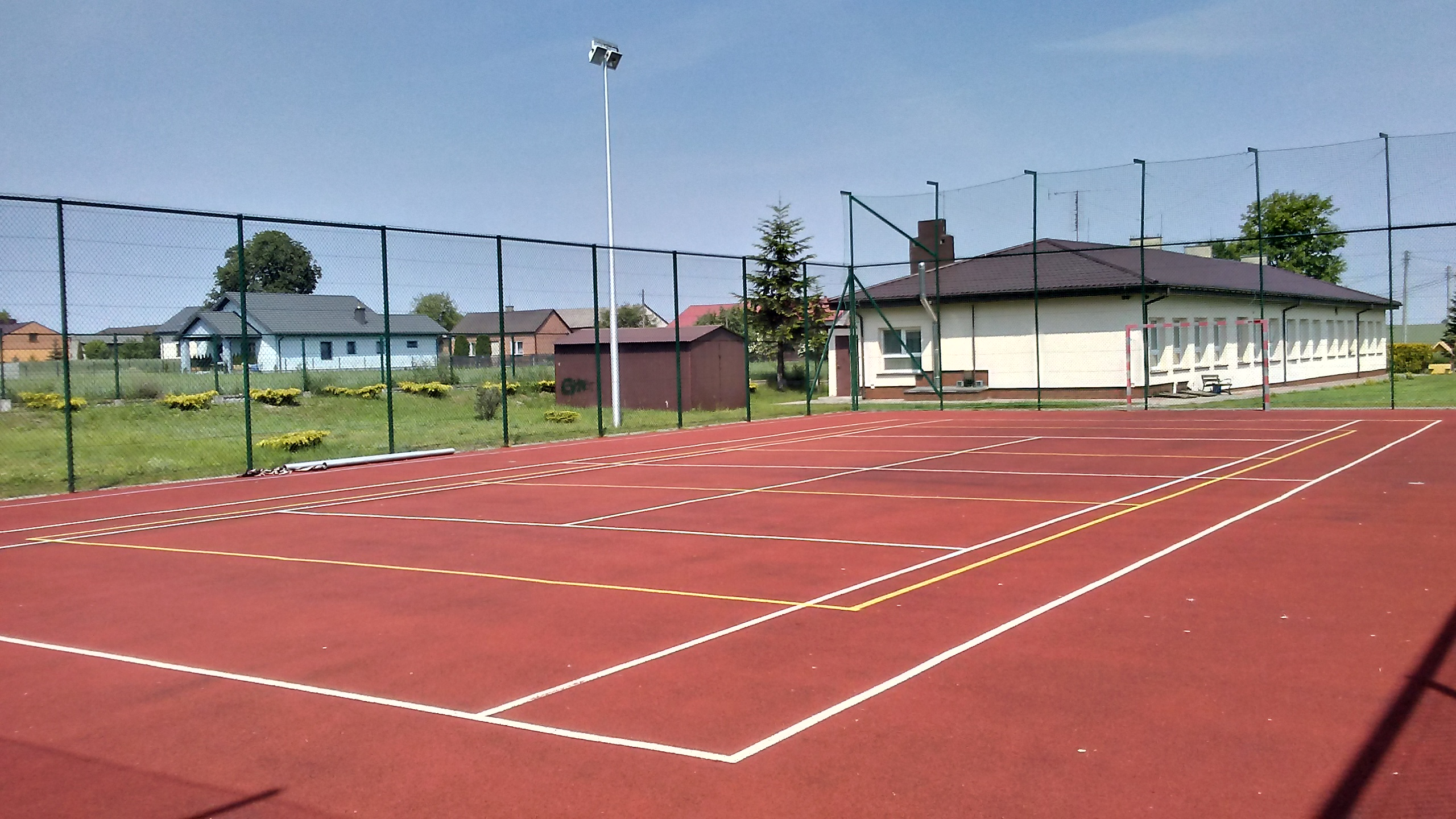
Kort tenisowy we wsi wybudowany ze środków Ministerstwa Sportu RP (2019)
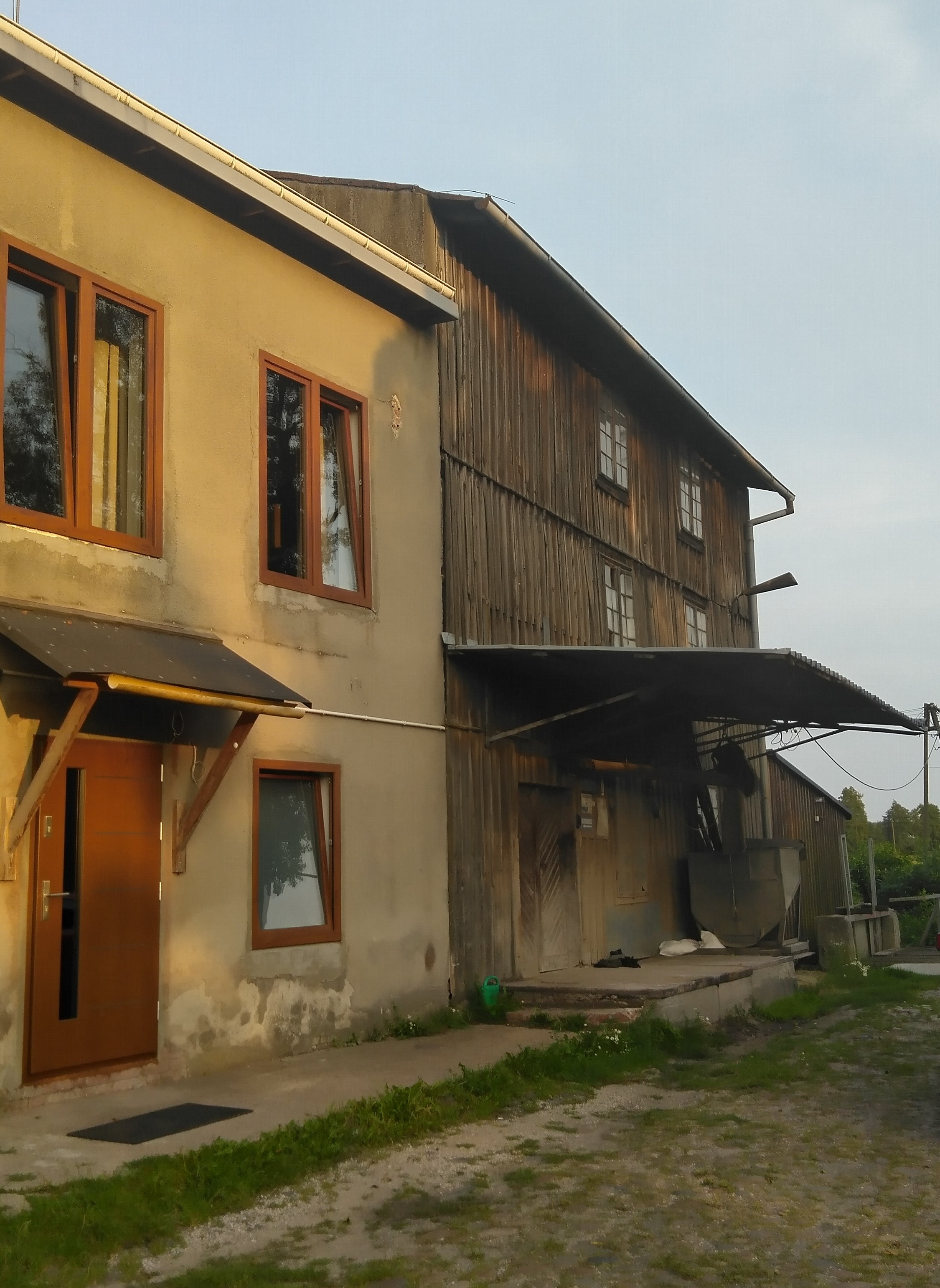
Młyn zbożowy w Chorzęcinie (2024)